# Cerkiew Przemienienia Pańskiego w Ujkowicach
Cerkiew Przemienienia Pańskiego w Ujkowicach – murowana parafialna cerkiew greckokatolicka, zbudowana w 1926 znajdująca się w Ujkowicach.
Po 1947 nieczynna kultowo, użytkowana jako magazyn. Później opuszczona, znajduje się w stanie ruiny.

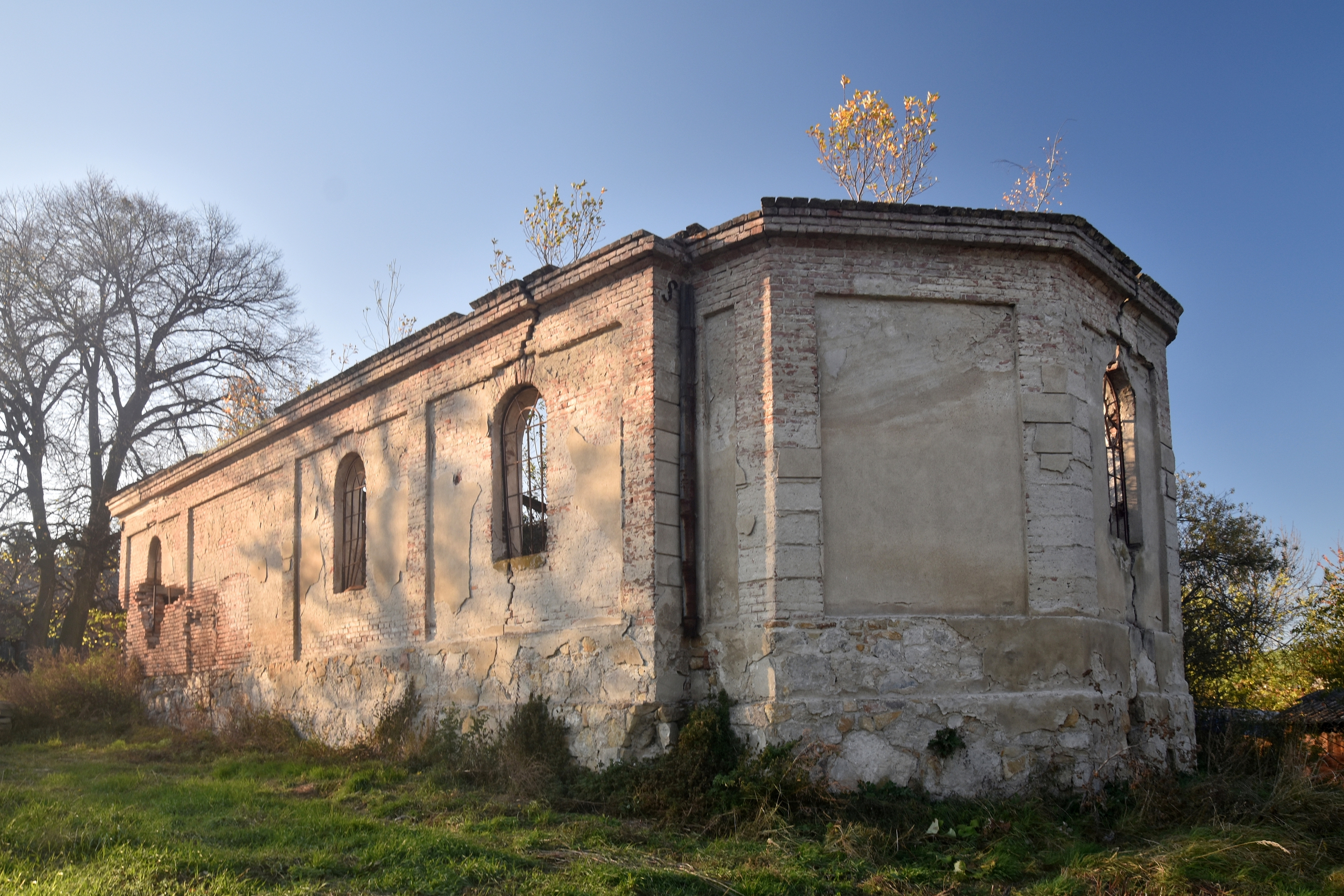
Widok od prezbiterium 2019
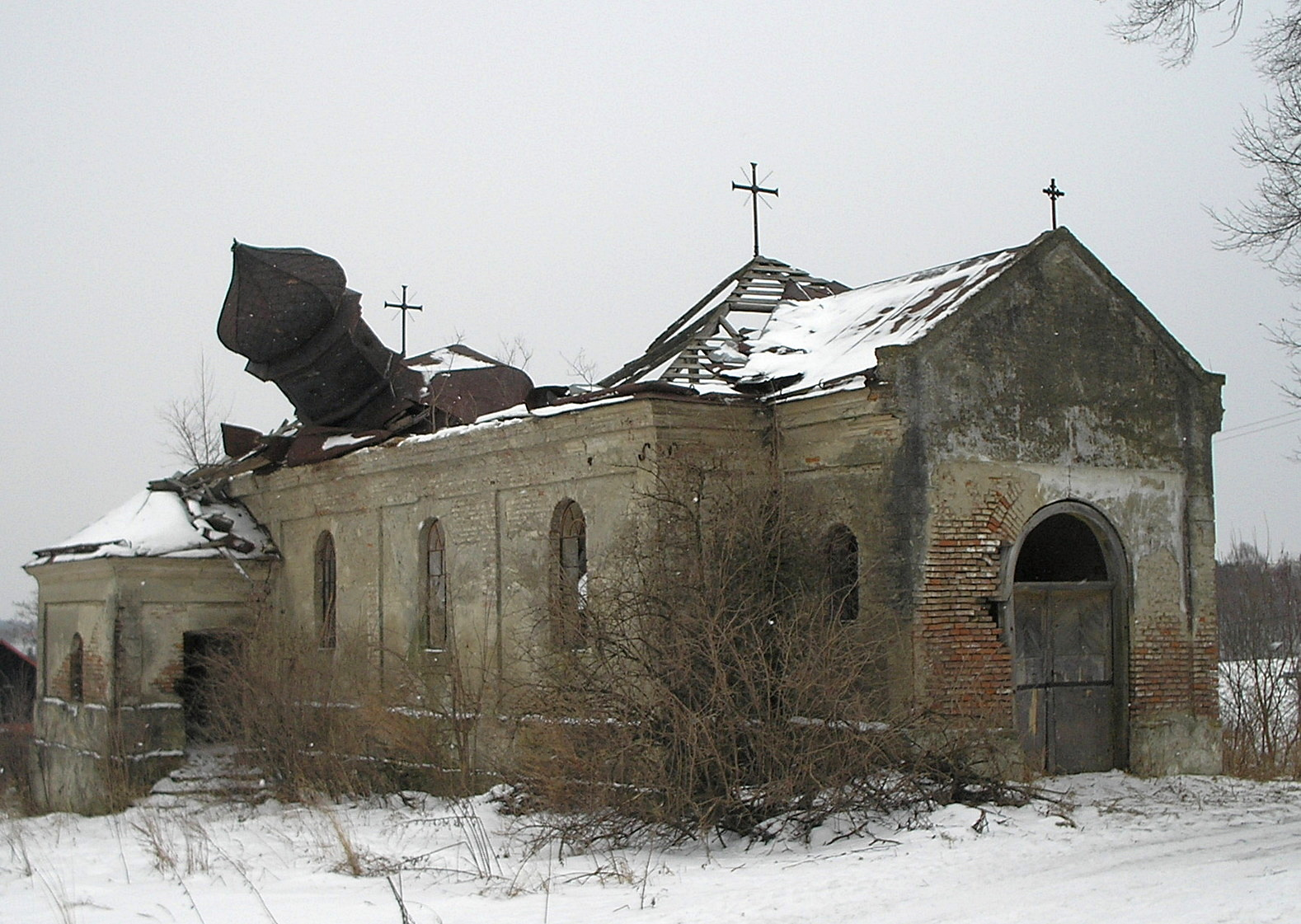
Stan 2006
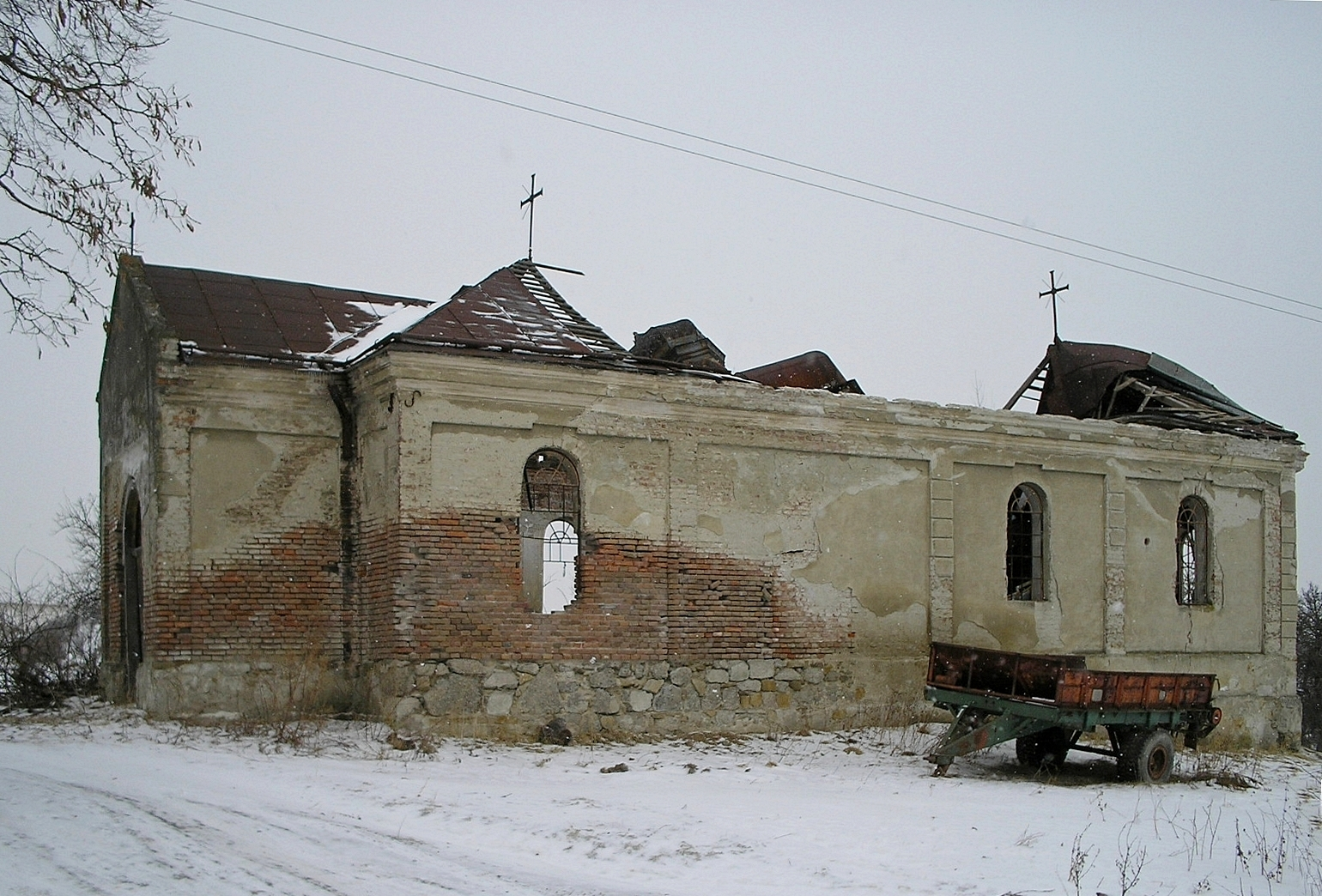
Stan 2006